# 칠십각형
칠십각형(七十角形)은 변이 70개인 다각형이다. 칠십각형의 내각의 합은 12240도이고,
칠십각형의 한 각의 크기는 약 174.8도이므로, 한 외각의 크기는 약 5.1도이다.

칠십각형